# 邵在純
邵在純，英文名 Darren Shaw，英文全名 Darren Tsoi-shun Shaw，1966年出生，英国传媒业大亨、金融家，总部设在伦敦，在香港亚洲等地有业务。并创办邵氏傳媒。影视大亨邵逸夫侄孙。

## 生平
是邵氏家族第四代成员。祖籍浙江宁波镇海。生于英国伦敦。曾祖父邵玉轩上海著名颜料商人。祖父邵邨人，香港影业早期领袖，也是邵逸夫二哥。父亲邵維鈁（Raymond Shaw），母邵卓德（Traute Shaw）英国奥地利裔白人香港社会活动家。邵是欧亚混血儿，有中、英、奥、港四地背景，是家中第三子，长兄邵在德，香港环保人士。
早年求学于英伦，1987年，毕业于英国伦敦大学经济系，获得学士学位。早期曾参与香港電視廣播有限公司在海外和中国大陆的媒体策略，之后，自立门户，脱离邵氏兄弟公司。
1992年，在欧洲创业，建立领先的中文卫星电视（其後曾改名「時代華人電視」（時視），至1995年由同屬邵氏的無綫電視收購），即著名的無線衛星台（TVBS-Europe）。
1994年，涉入伦敦房地产业，和威斯敏斯特公爵合伙经营英国房产，进而建立基于亚洲的房产公司Cushman & Wakefield Asia，在世界13个国家有20多个分支。
1995年，自主创立邵氏傳媒（Shaw Media，与香港邵氏兄弟公司并无关联和生意往来），并在香港建起1.1百万平方英尺的数码生产基地。
2001年，竞得香港收费电视牌照，投资香港收费电视业务，是YesTV大股东，公开挑战六叔公邵逸夫在香港的电视广播王国，但经营差强人意，最终不敌邵逸夫经营的TVB无线电视，结束经营。
创立英国太平洋传媒（Pacific Media Plc），自任总裁，旗下有太平洋电影工厂（Pacific Filmworks）从事电影制作。2004年4月30日至2006年7月，太平洋传媒在大中华区有电视业务，而邵亲自担任主任至2006年7月。
2011年4月，加盟香港邵氏兄弟董事会。
邵是多家欧洲、香港企业顾问。是红蜂传媒（Red Bee Media Ltd）的顾问。并是中国银行国际投资部的顾问。

## 代表影视作品
- 李安执导的大片《色，戒》，邵在純为监制[6]

## 轶事
- 2013年，英国电影和电视艺术学院（BAFTA）授予邵逸夫“特别贡献奖”向他致敬[7]。邵逸夫本人未能到场领奖，邵在純在伦敦为六叔公领奖。[8]
- 2014年1月7日，邵逸夫逝世后，邵在純应美国华尔街日报采访评价自己六叔公：“他是个严格的任务大师，但人们热与工作并非常尊重他”（英文原话：He was a tough taskmaster, but people loved working for him and had great respect for him）[9]